# Bowie (Maryland)
Bowie is een plaats (city) in de Amerikaanse staat Maryland, en valt bestuurlijk gezien onder Prince George's County.

## Demografie
Bij de volkstelling in 2000 werd het aantal inwoners vastgesteld op 50.269.
In 2006 is het aantal inwoners door het United States Census Bureau geschat op 53.325, een stijging van 3056 (6,1%).

## Geografie
Volgens het United States Census Bureau beslaat de plaats een oppervlakte van
41,8 km², waarvan 41,7 km² land en 0,1 km² water. Bowie ligt op ongeveer 32 m boven zeeniveau.

## Geboren
- JC Chasez (1976), zanger van de boyband *NSYNC en acteur

## Plaatsen in de nabije omgeving
De onderstaande figuur toont nabijgelegen plaatsen in een straal van 12 km rond Bowie.